# 琉球国由来記
『琉球国由来記』（りゅうきゅうこくゆらいき）は、琉球王国の王府が編纂させた地誌である。王府が編纂した体系的な最初の地誌で、康熙52年（1713年）に国王へ上覧された。沖縄を研究する上で『おもろそうし』と並ぶ重要な資料と位置づけられる。

## 概要
本書の序文である「諸事由来記序」には、康熙52年（1713年、和暦では正徳3年）11月に国王へ上覧したことが記載されている。「諸事由来記序」には、「王府に典記が備わっていないため禁城の諸公事および毎年毎月の儀式について由来が明確でなくなった、こうした国事は徳政日治にとって軽んじることができないものなので我が王は臣下に調査させた」との記述がある。伊波普猷の著した『琉球国由来記』の解説によれば、諸事由来記序」に記された「我が王」とは第13代琉球国王の尚敬王であり、本書を「琉球の『延喜式』とも云ふべきものである」と評している。
「諸事由来記序」の最後には、本書編纂に係わった人物として以下の名前が記載されている。
摂政
- 向祐（豊見城王子朝匡）

三司官
- 向元良（田嶋親方朝由）
- 翁自道（伊舎堂親方盛富）
- 馬献図（浦添親方良意）

旧規由来寄奉行
- 向維屏（仲里按司朝英）
- 頴徳安（糸数親雲上朝忠）

同中取
- 向維藩（源河親雲上朝忠）
- 向弘業（宇久田親雲上朝遇）

『古代文学講座11 霊異記・氏文・縁起』では、摂政と三司官は王府行政の責任者であるため上覧の関係上載せていると考えられるので、実質の作業は旧規由来寄奉行が行ったものと考察している。また、同書では旧規由来寄奉行の設置時期について、三司官の田嶋朝由の家譜に康熙42年（1703年、和暦では元禄16年）3月2日に旧記座を設立したとあって設立時期が明白であると述べ、さらに旧規由来寄奉行の設置時期が明白なことから、本書の本格的な編纂は康熙42年（1703年）3月2日に始まり康熙52年（1713年）11月の国王上覧をもって完了したのだとしている。
伊波の「『琉球国由来記』 解説」では、旧記座は臨時に設けられた部署で、本書巻2「官職列品」にその職の記載が無いことから、本書完成と共に自然廃止されたのではないかと推測している。伊波は、旧記座は康熙28年（1689年、和暦では元禄2年）に設置された系図座から『中山世譜』の完成後、間も無く独立し、本書完成と共に廃止され、その事務は再び系図座に引き継がれたのではないかと推測している。
また、本書の各處祭祀は、旧記座から間切の各番所に命じて、管内の旧事や由来を調査・報告させ、その報告書の中から取捨按排して編纂したとされる。提出された報告書は編集完了の後、漸次破棄したので、現在残っているものはわずかになったとされる。伊波は、これらの報告書と本書を比較することで、本書編纂の方針が大方は窺うことが出来るとしている。
また、『琉球国由来記　巻11　密門諸寺縁起』の「天久山大権現縁起」や「普天満山三所大権現縁起」に「見神道記」の記述があるなど、同巻の数箇所で『琉球神道記』を参照したことが示唆されており、密門諸寺縁起の編纂にあたっては『琉球神道記』が参考文献とされていたことがわかる。
尚家の御側御物本と沖縄県立図書館本の2種類が存在したが、第二次世界大戦によって焼失した。長らく、尚家本を底本として沖縄県立図書館本を参照させた翻刻が用いられたが、京都大学図書館『琉球国諸事由来記』『諸寺旧記』が『琉球国由来記』であると同定された。

## 構成
本書は、巻1から巻11までの諸事由来と、12から巻21までの各處祭祀に分けられる。
巻5の「城中御嶽併首里中御嶽年中祭祀」と巻12以下の各處祭祀が全く同一形式になっていること、巻6「国廟・玉陵」、巻9「唐栄旧記全集」、巻10「諸寺旧記」、巻11「密門諸寺縁起」の4巻が漢文で記され、その文体が他の諸巻と釣り合わないことから、初めに「城中御嶽併首里中御嶽年中祭祀」を編し、これを粉本として各處祭祀を纂した後、これらを中心として「王城之公事」以下の諸事由来記を加え『琉球国由来記』と名付けたのではないかと推測される。
| 巻次 | 内容                         |      | 巻次                                         | 内容 |
| 巻1  | 王城之公事                   | 巻12 | 各處祭祀1 島尻方西部八間切                   |      |
| 巻2  | 官職列品                     | 巻13 | 各處祭祀2 島尻方東部七間切                   |      |
| 巻3  | 事始 乾                      | 巻14 | 各處祭祀3 中頭方十一間切                     |      |
| 巻4  | 事始 坤                      | 巻15 | 各處祭祀4 国頭方九間切                       |      |
| 巻5  | 城中御嶽併首里中御嶽年中祭祀 | 巻16 | 各處祭祀5 伊江島・伊平屋島                   |      |
| 巻6  | 国廟・玉陵                   | 巻17 | 各處祭祀6 粟国島・渡名喜島・同離島出砂・鳥島 |      |
| 巻7  | 泊村由来記                   | 巻18 | 各處祭祀7 慶良間島二間切                     |      |
| 巻8  | 那覇由来記                   | 巻19 | 各處祭祀8 久米島二間切                       |      |
| 巻9  | 唐栄旧記全集                 | 巻20 | 各處祭祀9 宮古島                             |      |
| 巻10 | 諸寺旧記                     | 巻21 | 各處祭祀10 八重山島                          |      |
| 巻11 | 密門諸寺縁起                 |      |                                              |      |